# Пелопонес (административна област)
Вижте пояснителната страница за други значения на Пелопонес.
Пелопонес (на гръцки Περιφέρεια Πελοποννήσου, Периферия Пелопонису) е една от тринадесетте административни области (периферии) в Република Гърция. Областта обхваща южната и централната част на едноименния полуостров Пелопонес и в нея влизат пет нома (окръзи):
- Аркадия
- Арголида
- Коринтия
- Лакония
- Месения